# Iglesia de la Santísima Trinidad (Urturi)
La iglesia de la Santísima Trinidad es un edificio situado en el concejo español de Urturi, en la provincia de Álava.

## Descripción
El edificio se encuentra en el concejo español de Urturi, del municipio de Bernedo, perteneciente a la provincia de Álava, en la comunidad autónoma del País Vasco. Se menciona como iglesia parroquial del lugar en el decimoquinto volumen del Diccionario geográfico-estadístico-histórico de España y sus posesiones de Ultramar de Pascual Madoz, donde aparece descrita con las siguientes palabras: «igl. parr. (San Martin) servida por dos beneficiados». En el tomo de la Geografía general del País Vasco-Navarro dedicado a Álava y escrito por Vicente Vera y López, se dice lo siguiente: «Su parroquia, dedicada á la Santísima Trinidad, es de categoría rural de primera y pertenece al arciprestazgo de Campezo».